# Ampithoe megaloprotopus
Ampithoe megaloprotopus är en kräftdjursart. Ampithoe megaloprotopus ingår i släktet Ampithoe och familjen Ampithoidae. Inga underarter finns listade i Catalogue of Life.